# Oscar Merner
Oscar David Olof Merner, född 13 november 1977 i Örsundsbro i Enköpings kommun i Uppsala län, är en svensk kompositör, låtskrivare och konstnär. Han har komponerat musik till TV-produktioner, film och skrivit låtar till artister som Crystal Kay, Kelly Clarkson, Apollo Drive och Marie Picasso.
Merner är en av låtskrivarna till låten "Don't Stop" (av sångerskan Isa) som är en av bidragen till Melodifestivalen 2015. Låten gick den 21 februari direkt till finalen i Friends arena.

## Film- och TV-musik
- 2003 – From Justin to Kelly[8]
- 2009 – Tomtar och troll[9]
- 2010-2011 – Sveriges historia[10]